# فرودگاه اس‌ال‌ای‌اف واونیا
فرودگاه اس‌ال‌ای‌اف واونیا (به انگلیسی: SLAF Vavuniya) یک فرودگاه نظامی است . این فرودگاه در کشور سری‌لانکا قرار دارد .

## شرکت‌های هواپیمایی و مقصدهای پروازی
| شرکت‌های هواپیمایی                         | مقصدهای پروازی    |
| ----------------------------------------- | ----------------- |
| فیتس‌ایر                                   | چارتر: راتمالانا  |
| Helitours                                 | چارتر: راتمالانا  |
| سریلانکان ایرلاینز اجرا توسط Cinnamon Air | چارتر: باندرانیکی |